# Marlies Mathis
Marlies Mathis (a volte indicata come Cornelia; 11 dicembre 1959) è un'ex sciatrice alpina austriaca.

## Biografia
Specialista delle prove tecniche originaria di Hohenems, la Mathis vinse la classifica di slalom gigante in Coppa Europa nella stagione 1974-1975 e in Coppa del Mondo ottenne due piazzamenti a punti, entrambi in slalom speciale nella stagione 1975-1976: 10ª a Les Gets il 14 gennaio e 7ª a Berchtesgaden il 17 gennaio. L'ultimo piazzamento della sua carriera agonistica fu il 6º posto ottenuto nello slalom speciale dei Campionati austriaci 1977, disputato il 12 febbraio a Bad Kleinkirchheim; non prese parte a rassegne olimpiche e non ottenne piazzamenti ai Campionati mondiali.

## Palmarès

### Coppa del Mondo
- Miglior piazzamento in classifica generale: 41ª nel 1976

### Coppa Europa
- Miglior piazzamento in classifica generale: 3ª nel 1975[1]
- Vincitrice della classifica di slalom gigante nel 1975[1]